# Karbodiimidy
Karbodiimidy – grupa związków organicznych zawierającą grupę –N=C=N– stosowanych głównie jako czynniki kondensujące w reakcjach sprzęgania np. w syntezie peptydów. Podstawione pochodne karbodiimidu.
Niepodstawiony karbodiimid jest mniej trwałym tautomerem cyjanamidu:
HN=C=NH ⇌ H2N–C≡N
Karbodiimidy, takie jak np. N,N′-diizopropylokarbodiimid (DIC) czy N,N′-dicykloheksylokarbodiimid (DCC), charakteryzują się zdolnością wiązania wody, z którą tworzą pochodną mocznika:
R–N=C=N–R + H2O → R–NH–C(O)–NH–R
Z tego powodu wykorzystywane są do odwadniania w reakcjach, gdzie woda stanowi produkt niekorzystnie wpływający na położenie stanu równowagi, np. przy estryfikacji lub otrzymywaniu amidów z kwasów karboksylowych i amin.

## Otrzymywanie
Synteza polega na reakcji kwasu karboksylowego z aminą:

Jeden z możliwych mechanizmów tej reakcji jest następujący:

W wyniku reakcji kondensacji z kwasu 1 i aminy powstaje amid 3, a karbodiimid przekształca się w dwupodstawioną pochodną mocznika 4. Trwały N-acylowany związek 6 jest niepożądanym produktem ubocznym będącym efektem przegrupowania reaktywnego O-acylowego związku 2.